# Lifeboat
Lifeboat (en Argentina, 8 a la deriva; en España, Náufragos) es una película de supervivencia estadounidense de 1944 dirigida por Alfred Hitchcock a partir de una historia de John Steinbeck y producida por los estudios Twenty Century Fox.  La película está protagonizada por Tallulah Bankhead junto a William Bendix. También en el reparto están Walter Slezak, Mary Anderson y John Hodiak, Henry Hull, Heather Angel, Hume Cronyn y Canada Lee. Está ambientado completamente en un bote salvavidas lanzado desde un barco de pasajeros torpedeado y hundido por un submarino nazi. 
La película es la primera de las películas de "montaje limitado" de Hitchcock, las otras son Rope (1948), Dial M for Murder (1954) y La ventana indiscreta (1954). Es la única película que Hitchcock hizo para 20th Century Fox. La película recibió tres nominaciones al Oscar a Mejor Director, Mejor Historia Original y Mejor Fotografía - Blanco y Negro. Tallulah Bankhead ganó el premio del Círculo de Críticos de Cine de Nueva York a la mejor actriz del año. Aunque muy controvertido en su época por lo que muchos interpretaron como su descripción comprensiva de un capitán de submarino alemán, Lifeboat ahora se ve más favorablemente y ha sido catalogado por varios críticos modernos como una de las películas más subestimadas de Hitchcock.  
La película fue vapuleada en su momento por la crítica de su país por dar una imagen positiva de los alemanes durante el conflicto mundial; tras él Hitchcock se dedicó a contribuir al esfuerzo de guerra, dirigiendo dos películas propagandísticas.

## Argumento
Varios civiles británicos y estadounidenses, miembros del servicio y marineros mercantes están atrapados en un bote salvavidas en el Atlántico Norte después de que su barco se hundiese por un torpedo de un submarino en combate. Willi, un superviviente alemán, se sube a bordo y niega ser el capitán del submarino. Durante un animado debate, el tripulante de la sala de máquinas Kovac exige que arrojen al alemán para que se ahogue. Sin embargo, los otros objetan, con el operador de radio Stanley, el rico industrial Rittenhouse y la columnista Connie Porter, que habla alemán, logrando argumentar que se le permita quedarse. Porter, inicialmente sola en el barco, había logrado llevar su equipaje con ella, y su principal preocupación al principio es una carrera en sus medias. Está encantada de haber filmado la batalla entre los dos barcos, pero su cámara de cine es la primera de una serie de sus posesiones que se pierde por la borda en una sucesión de incidentes.
Entre los pasajeros se encuentra la Sra. Higley, una joven británica cuyo bebé murió cuando fueron sacados del agua después de ser salvados por el mayordomo "Joe" Spencer. Después de ser atendida por una enfermera del ejército de los EE. UU., Alice, debe estar atada para evitar que se lastime. La mujer, todavía envuelta en el abrigo de visón de Porter para abrigarse, se escapa del barco mientras los otros pasajeros duermen, ahogándose en la noche. Willi se revela como el capitán del submarino.
Luego, la película sigue a los habitantes del bote salvavidas mientras intentan organizar sus raciones, establecer un rumbo para las Bermudas y coexistir mientras intentan sobrevivir. Los pasajeros también cooperan a través de este estrés, como cuando deben amputar la pierna de uno de sus compañeros de barco, el germano-estadounidense Gus Smith, debido a la gangrena.
Kovac se hace cargo, racionando la poca comida y el agua que tienen, pero Willi, que ha estado consultando una brújula oculta y revela que habla inglés, le arrebata el control en una tormenta.
Una mañana, mientras los demás duermen, Smith, que ha estado bebiendo agua de mar y está alucinando, atrapa a Willi bebiendo agua de un frasco escondido. Gus intenta contárselo a Stanley, pero Stanley no le cree porque Gus también le dice que acaba de estar con Rosie, si novia. Willi intenta sacar a Gus de la borda, diciéndole que Rosie está esperando, pero Gus sigue hablando sobre el agua y, temeroso de que alguien lo escuche, Willi lo empuja por un lado. Las llamadas de ayuda de Gus despiertan a Stanley y a los demás, pero es demasiado tarde.
Alice desearía poder llorar por Gus, pero las lágrimas están hechas de agua. Cuando se dan cuenta de que Willi está sudando, Stanley recuerda lo que le dijo Gus. Joe saca el frasco de la camisa de Willi, pero se rompe cuando Willi lo agarra. Willi explica que, como todo el mundo en un submarino, tenía pastillas alimenticias y energéticas. Para sobrevivir, uno debe tener un plan.
En un espasmo de ira liderado por Alice, descienden sobre él como un grupo, todos menos Joe, que intenta hacer retroceder a Alice. Stanley agarra una tabla y lo golpea repetidamente; los otros usan sus puños para golpearlo y empujarlo por la borda. Se aferra a un costado, fuera de cámara, y mientras los demás lo golpean débilmente, Rittenhouse agarra la bota de Gus y le da dos golpes de barrido y, por el sonido, aplastantes.
Más tarde, mientras se mueven, Rittenhouse dice que nunca comprenderá la ingratitud de Willi. "¿Qué haces con gente así?" Nadie responde. Stanley le propone matrimonio a Alice y ella acepta, aunque tienen pocas esperanzas de sobrevivir.
Connie regaña a todo el mundo por darse por vencido y hace una pausa en su diatriba sobre la exclamación "¡Dioses y pececillos!" Inspirada, ofrece su pulsera como cebo. Un pez golpea, pero Joe avista un barco y, en la carrera por los remos, la línea se cae por la borda y se pierde el brazalete.
Es el barco de suministro alemán al que Willi los había estado conduciendo. Pero antes de que una lancha pueda recogerlos, tanto él como el barco de suministros son hundidos por los disparos de un buque de guerra aliado en el horizonte.
Kovac estima que el barco aliado estará allí en 20 minutos. Connie entra en pánico por el estado de su cabello, uñas y rostro. Joe espera que su esposa no esté preocupada. Rittenhouse admira una foto de la familia de Joe y aún persiste en llamarlo " George ". Rittenhouse promete pagar su deuda de póquer con Kovac: 50.000 dólares (726.000 dólares de hoy). Connie le dice a Kovac que se lo va a llevar porque le debe un brazalete, una máquina de escribir y una cámara. Él sonríe y dice "Sí, señora".
Un joven marino alemán asustado y herido es subido a bordo del bote salvavidas. Rittenhouse ahora está completamente a favor de matarlo, y los demás, incluido Kovac, tienen que detenerlo. El marinero alemán saca un arma, pero Joe lo desarma. El marinero pregunta en alemán: "¿No me vas a matar?" Kovac reflexiona: "¿No me vas a matar?" ¿Qué vas a hacer con gente así? " Stanley dice "No sé, estaba pensando en la Sra. Higley y su bebé, y en Gus". "Bueno", dice Connie, "tal vez puedan responder eso".

## Reparto
- Tallulah Bankhead como Constance "Connie" Porter
- William Bendix como Gus Smith
- Walter Slezak como Kapitan Willi
- Mary Anderson como Alice MacKenzie
- John Hodiak como John Kovac
- Henry Hull como Charles J. "Ritt" Rittenhouse Jr.
- Heather Angel como la Sra. Higley
- Hume Cronyn como Stanley "Sparks" Garrett
- Canada Lee como Joe Spencer

### Cameo de Alfred Hitchcock
El clásico cameo de Hitchcock aparece en el minuto 00:25:02, como dos fotografías en un anuncio publicitario de «Reduco», un producto ficticio para la pérdida de peso, en un periódico. Una vez le comentó a François Truffaut  - en Hitchcock / Truffaut (Simon y Schuster, 1967) - que este cameo en particular era difícil de lograr, debido a la falta de transeúntes en la película. Aunque originalmente consideró hacerse pasar por un cuerpo flotando más allá del bote salvavidas, un enfoque que luego consideró para su cameo en Frenzy, Hitchcock se inspiró en su propio éxito con la pérdida de peso y decidió posar para las fotos de "antes" y "después" en un anuncio. por una droga ficticia para bajar de peso, "Reduco", mostrada en un periódico que estaba en el barco. Hitchcock dijo que estaba asediado por cartas de personas que preguntaban por Reduco.  Hitchcock volvió a utilizar el producto en Rope , donde su perfil y “Reduco” aparecen en un letrero de neón rojo.

## Producción
En el momento en que Lifeboat entró en producción, Alfred Hitchcock tenía un contrato con David O. Selznick . 20th Century Fox obtuvo los servicios del director a cambio de los de varios actores y técnicos, así como los derechos de tres historias que poseía Fox. Hitchcock iba a dirigir dos películas para el estudio, pero la segunda nunca se hizo, aparentemente porque Fox no estaba contento con el tiempo que tardó en terminar la producción de Lifeboat. 
Fue Hitchcock a quien se le ocurrió la idea de la película. Se acercó a AJ Cronin, James Hilton y Ernest Hemingway para que le ayudaran a escribir el guion antes de entregar el proyecto a John Steinbeck, quien había escrito previamente el guion del documental de 1941 The Forgotten Village pero no había escrito una historia de ficción para la pantalla. Steinbeck tenía la intención de escribir y publicar una novela y vender los derechos al estudio, pero la historia nunca se publicó porque sus agentes literarios la consideraban "inferior". Steinbeck recibió 50.000 dólares (782.000 dólares de hoy) por los derechos de su historia. Steinbeck estaba descontento con la película porque presentaba lo que él consideraba "insultos contra el trabajo organizado" y un "negro comediante" cuando su historia tenía un "negro de dignidad, propósito y personalidad". Solicitó, sin éxito, que su nombre fuera eliminado de los créditos. Una versión de cuento de la idea de Hitchcock apareció en la revista Collier el 13 de noviembre de 1943. Fue escrito por Harry Sylvestery Hitchcock, con Steinbeck acreditado con la "historia de la pantalla original". Otros escritores que trabajaron en varios borradores del guion incluyen a la esposa de Hitchcock, Alma Reville, MacKinlay Kantor, Patricia Collinge, Albert Mannheimer y Marian Spitzer. Hitchcock también trajo a Ben Hecht para reescribir el final. 
El bote salvavidas se planeó originalmente para ser filmado en tecnicolor con un elenco de hombres, muchos de los cuales serían desconocidos. Canada Lee, que era principalmente un actor de teatro con sólo un crédito cinematográfico en ese momento, fue el primer actor elegido en la película. 
Hitchcock planeó los ángulos de la cámara para la película usando un bote salvavidas en miniatura y figurillas. Se utilizaron cuatro botes salvavidas durante el rodaje. Los ensayos se llevaron a cabo en uno, se usaron botes separados para primeros planos y tomas largas y otro fue en el tanque a gran escala del estudio, donde se hicieron tomas de agua. Excepto por las imágenes de fondo filmadas por la segunda unidad en Miami, en los Cayos de Florida y en la isla de San Miguel en California, la película se rodó en el estudio de 20th Century Fox en Pico Boulevard en lo que ahora es Century City. 
El bote salvavidas estuvo en producción desde el 3 de agosto hasta el 17 de noviembre de 1943. Las enfermedades fueron una parte constante de la producción desde el principio. Antes de que comenzara el rodaje, William Bendix reemplazó al actor Murray Alper cuando Alper se enfermó y después de dos semanas de rodaje, el director de fotografía Arthur Miller fue reemplazado por Glen MacWilliams debido a una enfermedad. Tallulah Bankhead contrajo neumonía dos veces durante el rodaje, y Mary Anderson se enfermó gravemente durante la producción, lo que provocó la pérdida de varios días de producción. Hume Cronyn sufrió dos costillas fracturadas y casi se ahoga cuando fue atrapado bajo un activador de agua haciendo olas para una escena de tormenta. Fue salvado por un salvavidas.
La película no tiene partitura musical durante la narración (aparte del canto del capitán del submarino y de Gus, acompañado de flauta); la orquesta de estudio de Fox se utilizó solo para los créditos de apertura y cierre. Hitchcock descartó la idea de tener música en una película sobre personas varadas en el mar preguntando: "¿De dónde vendría la orquesta?". Se dice que Hugo Friedhofer preguntó en respuesta: "¿De dónde vendrían las cámaras?"

## Recepción
Si bien los críticos modernos ven la película de manera positiva, la interpretación de Lifeboat de un personaje alemán en lo que se percibió como una forma positiva causó una controversia considerable en el momento de su estreno, durante el apogeo de la Segunda Guerra Mundial. Los críticos y columnistas influyentes, incluidos Dorothy Thompson y Bosley Crowther de The New York Times , vieron que la película denigraba a los personajes estadounidenses y británicos mientras glorificaba a los alemanes. Crowther escribió que "los nazis, con algunos cortes aquí y allá, podrían convertir el bote salvavidas en un latigazo contra las 'democracias decadentes'. Y es cuestionable si una imagen así, con un tema así, es juiciosa en este momento ". En Truffaut 'Hitchcock / Truffaut , Hitchcock parafraseó la crítica de Thompson como "Dorothy Thompson le dio a la película diez días para salir de la ciudad".
Tal comentario hizo que Steinbeck, quien había sido criticado previamente por su manejo de los personajes alemanes en The Moon Is Down , se disociara públicamente de la película, denunciara el trato de Hitchcock y Swerling a su material y solicitara que no se usara su nombre. de Fox en relación con la presentación de la película. Crowther respondió detallando las diferencias entre la novela de Steinbeck y la película tal como fue estrenada, acusando a los creadores de la película de "adelantarse" a la "autoridad creativa" de Steinbeck. 
Hitchcock respondió a las críticas explicando que la moraleja de la película era que los aliados debían dejar de pelear y trabajar juntos para ganar la guerra, y defendió la interpretación del personaje alemán, diciendo: "Siempre respeto a mi villano, construyendo [ing] convertirlo en un personaje temible que hará que mi héroe o tesis sea más admirable al derrotarlo ". Bankhead lo respaldó en una entrevista en la que dijo que el director "quería dar una lección importante. Quería decir que no se puede confiar en el enemigo ... en Lifeboat se ve claramente que no se puede confiar en un nazi". , no importa lo agradable que parezca ". 
Tallulah Bankhead calificó las críticas dirigidas a la película de que era demasiado "estúpida" a favor del Eje.
También se criticó el guion por su interpretación del personaje afroamericano Joe como "demasiado estereotipado". El actor Canada Lee testificó que había intentado redondear el personaje revisando el diálogo, eliminando principalmente "yessir" sy "nossir" s repetidos que sonaban subordinados,  y cortando algunas acciones.  La sección de ultramar de la Oficina de Imágenes en Movimiento de la Oficina de Información de Guerra revisó la imagen y para estas y otras caracterizaciones raciales recomendó que el bote salvavidas no se distribuyera en el extranjero. Una crítica de la NAACP a la película condenó inequívocamente el papel de Lee, aunque elogió su actuación. Sin embargo, el Baltimore afroamericano 's revisión, mientras comentaba las deficiencias con respecto al personaje, elogió tanto la actuación como su descripción del papel.  historiadora Rebecca Sklaroff, mientras escribía que el papel de Joe era más "simbólico" que los papeles negros en las películas de guerra Sahara y Bataan , señaló que Joe también fue representado como compasivo, confiable y heroico, el único miembro del elenco que dio un paso adelante para desarmar a la segundo marinero alemán rescatado. 
Los críticos elogiaron la actuación, la dirección y la cinematografía de la película y notaron con aprecio la falta de música de fondo una vez que comienza la película.  Aun así, los ejecutivos del estudio, bajo presión debido a las controversias, decidieron darle a la película un lanzamiento limitado en lugar del lanzamiento amplio que recibieron la mayoría de las películas de Hitchcock. La publicidad de la película también se redujo, lo que resultó en una mala taquilla cuando se estrenó en 1944.